# 美稀千種
美稀 千種（みき ちぐさ、8月16日 - ）は、宝塚歌劇団星組に所属する男役。星組組長。
千葉県市川市、山脇学園出身。身長165cm。愛称は「ちぐ」、「ちーくん」。

## 来歴
1991年、宝塚音楽学校入学。
1993年、音楽学校卒業後、宝塚歌劇団に79期生として入団。入団時の成績は22番。月組公演「グランドホテル／BROADWAY BOYS」で初舞台。
1994年、組まわりを経て星組に配属。
2012年2月6日付で星組副組長に就任。
2020年9月21日付で星組組長に就任。

## 主な舞台

### 初舞台
- 1993年4 - 5月、月組『グランドホテル』『BROADWAY BOYS』（宝塚大劇場のみ）[3]

### 組まわり
- 1993年6月、花組『メランコリック・ジゴロ』『ラ・ノーバ!』（東京宝塚劇場のみ）
- 1993年9 - 10月、月組『花扇抄』『扉のこちら』『ミリオン・ドリームズ』（宝塚大劇場のみ）

### 星組時代
- 1994年2 - 6月、『若き日の唄は忘れじ』『ジャンプ・オリエント!』
- 1994年8 - 12月、『カサノヴァ・夢のかたみ』『ラ・カンタータ!』
- 1995年3 - 7月、『国境のない地図』
- 1995年9 - 1996年3月、『剣と恋と虹と』『ジュビレーション!』
- 1996年5 - 6月、『二人だけが悪』『パッション・ブルー』（宝塚大劇場）
- 1996年6 - 7月、『剣と恋と虹と』『ジュビレーション!』（全国ツアー）
- 1996年8月、『二人だけが悪』『パッション・ブルー』（東京宝塚劇場）
- 1996年11 - 1997年3月、『エリザベート』 - 新人公演：市長（本役：千歳まなぶ）
- 1997年5 - 8月、『誠の群像』 - 新人公演：井上源三郎（本役：大洋あゆ夢）『魅惑II』
- 1997年9月、『夜明けの天使たち』（日本青年館）
- 1997年11 - 12月、『ダル・レークの恋』（宝塚大劇場） - 僧侶
- 1998年1月、『夜明けの天使たち-悲しみの銃弾-』（バウホール）
- 1998年3月、『ダル・レークの恋』（帝国劇場） - 僧侶
- 1998年4 - 5月、『ディーン』（バウホール）
- 1998年6 - 8月、『皇帝』 - 新人公演：ロートス（本役：にしき愛）『ヘミングウェイ・レビュー』（宝塚大劇場）
- 1998年8 - 9月、『ディーン』（日本青年館）
- 1998年10 - 11月、『皇帝』 - 新人公演：ロートス（本役：にしき愛）『ヘミングウェイ・レビュー』（1000days劇場）
- 1999年2 - 6月、『WEST SIDE STORY』 - 新人公演：A-ラブ（本役：朝澄けい）
- 1999年8月、『夢・シェイクスピア-夏の夜の夢-』（バウホール） - ランディス
- 1999年10 - 11月、『我が愛は山の彼方に』 - 新人公演：ポロチョ（本役：久城彬）『グレート・センチュリー』（宝塚大劇場）
- 1999年12月、『夢・シェイクスピア-夏の夜の夢-』（日本青年館） - ランディス
- 2000年1 - 2月、『我が愛は山の彼方に』 - 新人公演：ポロチョ（本役：久城彬）『グレート・センチュリー』（1000days劇場）
- 2000年3月、『Love Insurance』（ドラマシティ）
- 2000年5 - 6月、『黄金のファラオ』『美麗猫（ミラキャット）』（宝塚大劇場）
- 2000年7 - 8月、『Love Insurance』（赤坂ACTシアター）
- 2000年8 - 9月、『黄金のファラオ』『美麗猫（ミラキャット）』（1000days劇場）
- 2000年10 - 11月、『花吹雪 恋吹雪』（バウホール・日本青年館） - 勝
- 2001年1 - 2月、『花の業平』 - 伯父『夢は世界を翔けめぐる』（宝塚大劇場）
- 2001年3 - 5月、『ベルサイユのばら2001-オスカルとアンドレ編-』（東京宝塚劇場） - 民衆
- 2001年6月、『イーハトーヴ 夢』（バウホール・日本青年館） - ペンペル
- 2001年8 - 10月、『ベルサイユのばら2001-オスカルとアンドレ編-』（宝塚大劇場） - 民衆
- 2001年11 - 12月、『花の業平』 - 江口『サザンクロス・レビューII』（東京宝塚劇場）
- 2002年4 - 8月、『プラハの春』 - 石崎参事官『LUCKY STAR!』
- 2002年9月、『ヴィンターガルテン』（バウホール・日本青年館） - マーサ
- 2002年11 - 12月、『ガラスの風景』 - シュトルム『バビロン』（宝塚大劇場）
- 2003年1月、『恋天狗』『おーい春風さん』 - （船頭）栄作（バウホール）
- 2003年2 - 3月、『ガラスの風景』 - シュトルム『バビロン』（東京宝塚劇場）
- 2003年4 - 5月、『蝶・恋』『サザンクロス・レビューIII』（全国ツアー）
- 2003年7 - 11月、『王家に捧ぐ歌』 - エジプトの戦士（伝令）
- 2003年12月、『巌流-散りゆきし花の舞-』（バウホール・日本青年館） - 住友寛佐
- 2004年2 - 6月、『1914／愛』 - オットー男爵『タカラヅカ絢爛』
- 2004年8月、『花舞う長安』『ロマンチカ宝塚'04』（博多座）
- 2004年10 - 12月、『花舞う長安』『ロマンチカ宝塚'04』
- 2005年2 - 3月、『それでも船は行く』（バウホール） - ヘンリー・ファーリントン
- 2005年5 - 8月、『長崎しぐれ坂』 - 乙名『ソウル・オブ・シバ!!』
- 2005年9 - 10月、『龍星（りゅうせい）‐闇を裂き天（あま）翔けよ。朕（ちん）は、皇帝なり‐』（ドラマシティ・日本青年館） - 阿懶
- 2006年1 - 4月、『ベルサイユのばら-フェルゼンとマリー・アントワネット編-』 - 公安委員
- 2006年6月、『フェット・アンペリアル』（バウホール） - ロバート・ヨートーマス
- 2006年8 - 11月、『愛するには短すぎる』 - エリック『ネオ・ダンディズム!』
- 2007年1月、『Hallelujah GO!GO!』（バウホール） - ルイス
- 2007年3 - 7月、『さくら』『シークレット・ハンター』
- 2007年8月、『シークレット・ハンター』 - 画家『ネオ・ダンディズム!II』（博多座）
- 2007年11 - 2008年2月、『エル・アルコン-鷹-』 - シュルベリー司教『レビュー・オルキス-蘭の星-』
- 2008年3 - 4月、『赤と黒-原作 スタンダール-』（ドラマシティ・日本青年館・愛知厚生年金会館） - フリレール副司教
- 2008年6 - 10月、『THE SCARLET PIMPERNEL（スカーレット ピンパーネル）』 - ピポー軍曹
- 2008年11 - 12月、『外伝 ベルサイユのばら-ベルナール編-』 - マロングラッセ『ネオ・ダンディズム!III』（全国ツアー）
- 2009年2 - 4月、『My dear New Orleans（マイ ディア ニュー オリンズ）』 - ポン引きのボブ『ア ビヤント』
- 2009年6 - 9月、『太王四神記 Ver.II』 - チョ・ジュド
- 2009年10 - 11月、『コインブラ物語』（ドラマシティ・日本青年館） - オリバーレス
- 2010年1 - 3月、『ハプスブルクの宝剣』 - ズィンツェンドルフ伯爵『BOLERO』
- 2010年4 - 5月、『激情』 - スニーガ『BOLERO』（全国ツアー）
- 2010年8月、『摩天楼狂詩曲（ニューヨークラプソディー）〜君に歌う愛〜』（バウホール） - ポール
- 2010年10 - 12月、『宝塚花の踊り絵巻』『愛と青春の旅だち』 - ダーリー軍曹
- 2011年2月、『愛するには短すぎる』 - オレステス・カラマンディス『ル・ポァゾン 愛の媚薬II』（中日劇場）
- 2011年4 - 7月、『ノバ・ボサ・ノバ』 - ポリス『めぐり会いは再び』 - フォーマルハウト
- 2011年8 - 9月、『ランスロット』（バウホール） - ヨセフ
- 2011年9月、専科『おかしな二人』（バウホール） - マレー
- 2011年11 - 2012年2月、『オーシャンズ11』 - ハリー・ウッズ
- 2012年3月、『天使のはしご』（日本青年館・バウホール） - ベネット
- 2012年5 - 8月、『ダンサ セレナータ』 - フェルナンド『Celebrity』
- 2012年9月、『ジャン・ルイ・ファージョン-王妃の調香師-』（バウホール・日本青年館） - ジョセフ・クーニエ
- 2012年11 - 2013年2月、『宝塚ジャポニズム〜序破急〜』『めぐり会いは再び 2nd〜Star Bride〜』 - フォーマルハウト『Étoile de TAKARAZUKA（エトワール ド タカラヅカ）』 - ブランオム
- 2013年3 - 4月、『南太平洋』（ドラマシティ・日本青年館） - ウィリアム・ハービソン
- 2013年5 - 8月、『ロミオとジュリエット』 - モンタギュー卿
- 2013年10月、『日のあたる方（ほう）へ』（ドラマシティ・日本青年館） - エドアルド
- 2014年1 - 3月、『眠らない男・ナポレオン-愛と栄光の涯（はて）に-』 - フーシェ
- 2014年5 - 6月、『かもめ』（バウホール） - ビョートル・ニコラーエヴィチ・ソーリン
- 2014年7 - 10月、『The Lost Glory -美しき幻影-』 - ベン『パッショネイト宝塚!』
- 2014年11 - 12月、『風と共に去りぬ』（全国ツアー） - ミード博士
- 2015年2 - 5月、『黒豹（くろひょう）の如（ごと）く』 - サンチェス『Dear DIAMOND!!』
- 2015年6 - 7月、『大海賊』 - ラッカム船長『Amour それは…』（全国ツアー）
- 2015年8 - 11月、『ガイズ&ドールズ』 - ブラニガン警部
- 2016年1月、『LOVE & DREAM』（東京国際フォーラム・梅田芸術劇場）
- 2016年3 - 6月、『こうもり』 - フロッシュ『THE ENTERTAINER!』
- 2016年7月、『One Voice』（バウホール）
- 2016年8 - 11月、『桜華に舞え』 - 大谷隆俊／岩倉具視『ロマンス!! (Romance)』
- 2017年1月、『オーム・シャンティ・オーム-恋する輪廻-』（東京国際フォーラム） - ベラ・マキージャー
- 2017年3 - 6月、『THE SCARLET PIMPERNEL（スカーレット ピンパーネル）』 - ピポー軍曹
- 2017年7 - 8月、『オーム・シャンティ・オーム-恋する輪廻-』（梅田芸術劇場） - ベラ・マキージャー
- 2017年9 - 12月、『ベルリン、わが愛』 - ルードヴィッヒ・クリッチュ『Bouquet de TAKARAZUKA（ブーケ ド タカラヅカ）』
- 2018年4 - 7月、『ANOTHER WORLD』 - 金兵衛／冥土のスター『Killer Rouge（キラー ルージュ）』
- 2018年8 - 11月、『Thunderbolt Fantasy（サンダーボルト ファンタジー）東離劍遊紀（とうりけんゆうき）』 - 廉耆（レンキ）『Killer Rouge／星秀☆煌紅』（梅田芸術劇場・日本青年館・國家戯劇院・高雄市文化中心至徳堂）
- 2019年1 - 3月、『霧深きエルベのほとり』 - ホルガー『ESTRELLAS（エストレ―ジャス）〜星たち〜』
- 2019年5月、『鎌足-夢のまほろば、大和（やまと）し美（うるわ）し-』（ドラマシティ・日本青年館） - 蘇我倉山田石川麻呂
- 2019年7 - 10月、『GOD OF STARS -食聖-』 - 老虎『Éclair Brillant（エクレール ブリアン）』
- 2019年11 - 12月、『龍の宮（たつのみや）物語』（バウホール） - 島村政光／銀山
- 2020年2 - 3月、『眩耀（げんよう）の谷〜舞い降りた新星〜』 - パジャン『Ray-星の光線-』（宝塚大劇場）
- 2020年7 - 9月、『眩耀（げんよう）の谷〜舞い降りた新星〜』 - パジャン『Ray-星の光線-』（東京宝塚劇場）
- 2020年12月、『シラノ・ド・ベルジュラック』（ドラマシティ） - ル・ブレ
- 2021年2 - 5月、『ロミオとジュリエット』 - モンタギュー卿
- 2021年7月、『婆娑羅（ばさら）の玄孫（やしゃご）』（ドラマシティ・プレイハウス） - 五貫屋嘉兵衛／小笠原俣三
- 2021年9 - 12月、『柳生忍法帖』 - 堀主水『モアー・ダンディズム!』
- 2022年2月、『ザ・ジェントル・ライアー〜英国的、紳士と淑女のゲーム〜』（KAAT神奈川芸術劇場） - キャヴァシャム卿
- 2022年4 - 7月、『めぐり会いは再び next generation-真夜中の依頼人（ミッドナイト・ガールフレンド）-』 - フォーマルハウト『Gran Cantante（グラン カンタンテ）!!』
- 2022年9月、『モンテ・クリスト伯』 - ファリア司祭／モレル社長『Gran Cantante（グラン カンタンテ）!!』（全国ツアー）
- 2022年11 - 2023年2月、『ディミトリ〜曙光に散る、紫の花〜』 - 物乞い『JAGUAR BEAT-ジャガービート-』
- 2023年3 - 4月、『バレンシアの熱い花』 - レオン将軍『パッション・ダムール・アゲイン!』（全国ツアー）
- 2023年6 - 8月、『1789-バスティーユの恋人たち-』 - デュ・ピュジェ中尉
- 2023年10月、『My Last Joke-虚構に生きる-』（バウホール） - トマス・ホワイト
- 2024年1 - 4月、『RRR×TAKA"R"AZUKA〜√Bheem〜（アールアールアール バイ タカラヅカ〜ルートビーム〜）』 - バッジュ／SINGERRR『VIOLETOPIA（ヴィオレトピア）』
- 2024年6月、『夜明けの光芒』（ドラマシティ・東京建物 Brillia HALL） - ジョー・ガージャリー
- 2024年8 - 12月、『記憶にございません!』 - 柳友一郎『Tiara Azul-Destino-（ティアラ・アスール ディスティーノ）』
- 2025年1 - 2月、『にぎたつの海に月出づ』（バウホール） - 茅渟王
- 2025年4 - 8月、『阿修羅城の瞳』 - 鶴屋南北『エスペラント！』
- 2025年9 - 10月、『アレクサンダー』（宝塚バウホール・東京建物 Brillia HALL）
- 2026年1 - 4月、『恋する天動説／DYNAMIC NOVA』

## 出演イベント
- 2001年9月、『ベルサイユのばら メモランダム』
- 2002年2 - 3月、夢輝のあディナーショー『feel』[6]
- 2006年4月、『星組エンカレッジ・コンサート』[7]
- 2010年7月、第15回『イゾラベッラ サロンコンサート』 主演[3]
- 2012年6月、涼紫央ディナーショー『HOME〜宝・夢〜』